# Opioid-Ausweis
Ein Opioid-Ausweis ist in Deutschland eine ärztliche Bescheinigung über die rechtmäßige Einnahme von verkehrs- und verschreibungsfähigen Betäubungsmitteln.

## Rechtlicher Hintergrund
Seit August 1998 ist in der Bundesrepublik Deutschland das Fahren unter Einfluss psychoaktiver Substanzen verboten. Das Führen eines Kraftfahrzeuges unter der Wirkung bestimmter psychoaktiver Substanzen ist nach § 24a StVG ordnungswidrig, es sei denn, der Patient kann nachweisen, dass er diese Wirkstoffe im Rahmen einer Therapie für einen konkreten Krankheitsfall einnimmt.
Die Verordnung über die Zulassung von Personen zum Straßenverkehr (Fahrerlaubnis-Verordnung, FeV) regelt in § 14 die Rahmenbedingungen der Fahrtauglichkeit bei der Einnahme von Betäubungsmitteln. Die Einnahme von opioiden Schmerzmitteln ist nicht generell untersagt, allerdings muss ein dazu qualifizierter Arzt die Fahrtüchtigkeit ausdrücklich bescheinigen, wenn die Schmerzmittel unter das BtMG fallen. Im April 2021 begannen erste Herausgeber von Betäubungsmittel-Ausweisen darauf hinzuweisen, dass sich die potentielle Problematik für mit Betäubungsmitteln behandelte Patienten im Sinne der Teilnahme am Straßenverkehr weiter verschärft hat, da seit 2017 kein Richtervorbehalt mehr gilt. Das heißt, Polizeibeamte können seither nach eigenem Ermessen entscheiden, ob der mit Betäubungsmitteln angetroffene Verkehrsteilnehmer auf dem Revier einer zwangsweisen Blutprobe unterzogen wird. Zuvor galt die Regelung, dass eine Testung verweigert werden konnte, solange kein richterlicher Beschluss vorlag.
Mit Hilfe eines Opioid-Ausweises, der von dem behandelnden Arzt ausgestellt werden kann, ist es dem betroffenen Patienten möglich, beispielsweise in einer Verkehrskontrolle, die gesetzeskonforme Anwendung dieser Arzneimittel nachzuweisen. Der Ausweis für sich ist jedoch nicht ausreichend, um nachzuweisen, dass unter Einfluss des Medikaments auch tatsächlich Fahrtüchtigkeit besteht. Der Opioid-Ausweis ist zweisprachig, auf Englisch und Deutsch. In dem Ausweis werden die verschriebenen Medikamente, ihre Dosierung und die Einnahmedaten vermerkt. Neben dem Nachweis der Fahrtauglichkeit und der rechtmäßigen Einnahme des Betäubungsmittels soll der Opioid-Ausweis auch mitbehandelnde Ärzte oder Ärzte in anderen, beispielsweise ausländischen Therapieeinrichtungen über die Notwendigkeit der aufgeführten Arzneimittel informieren. Dadurch soll die Fortführung der Therapie gewährleistet werden.

## Weitere Einsatzbereiche und Entwicklungen
Die vorgenannten, potentiellen Komplikationen, die mit der Behandlung mit opioiden Schmerzmitteln einhergehen können, gelten in ähnlicher Form auch für andere betäubungsmittelpflichtige Arzneien. Analog zu Opioid-Ausweisen werden mittlerweile auch Patientenausweise angeboten, die sich an andere, spezifische Patientengruppen richten, zum Beispiel an Patienten, die mit Methylphenidat oder Cannabinoiden behandelt werden.